# Paz do Chaco
A Paz do Chaco refere-se ao protocolo de paz assinado em 12 de junho de 1935 entre o Paraguai e a Bolívia, encerrando a Guerra do Chaco. Foi um armistício que significou a cessação definitiva das hostilidades entre os dois países. Foi assinado em Buenos Aires, Argentina, quando os dois exércitos inimigos ainda lutavam nos campos de batalha.
O acordo estabelecia que dois dias após sua assinatura, 14 de junho de 1935, os combates cessariam. Naquele dia, soldados de ambos os lados romperam as trincheiras, apertaram as mãos e se abraçaram num gesto de fraternidade. Na Bolívia, a Paz do Chaco é celebrada em 14 de junho; enquanto no Paraguai é comemorada em 12 de junho.

## Signatários
O armistício foi assinado ao meio-dia do dia 12 de junho de 1935, pelos chanceleres Tomás Manuel Elío da Bolívia e Luis Alberto Riart do Paraguai, na presença do grupo de mediadores formado pelos chanceleres Carlos Saavedra Lamas da Argentina e José Carlos de Macedo Soares do Brasil, juntamente com os embaixadores Alexander Weddell e Hugo Gobson dos Estados Unidos, Felipe Barreda Laos do Peru, Luis Alberto Cariola do Chile e Eugenio Martínez Thedy do Uruguai.
O Protocolo foi legalmente aprovado pelo Congresso do Paraguai em 20 de junho de 1935 e ratificado pelo Poder Legislativo da Bolívia um dia depois.
O pacto de não agressão previa a convocação de uma Conferência de Paz, a fim de estabelecer a demarcação dos limites criados pela ocupação militar paraguaia e boliviana dos territórios disputados. Caso a referida Comissão não conseguisse resolver o litígio do pós-guerra, o protocolo deixou em aberto a alternativa de recorrer à arbitragem perante o Tribunal Permanente de Justiça Internacional em Haia.

## Comissão de Limites
A Paz do Chaco não resolveu, no entanto, o conflito fronteiriço que desencadeou a conflagração bélica. A demarcação das novas fronteiras no pós-guerra foi acordada três anos depois, através do Tratado de Paz, Amizade e Limites, assinado - também em Buenos Aires — em 21 de julho de 1938, como corolário da Conferência de Paz do Chaco, que se reuniu em junho daquele ano na capital argentina.
O Tratado de Paz e Amizade de 1938 estipulou a criação da Comissão Mista de Demarcação de Fronteiras, composta por delegados da Bolívia e do Paraguai, e pelos países fiadores do tratado que também foram mediadores no Protocolo de Paz de 1935: Argentina, Brasil , Chile, Estados Unidos, Peru e Uruguai.
A tarefa de demarcação da referida comissão durou sete décadas, concluindo seus trabalhos em 2007. Em 27 de abril de 2009, os governos da Bolívia e do Paraguai – novamente em Buenos Aires – assinaram o Ato de Cumprimento e Execução do Tratado de Paz, Amizade e Limites.